# 2010년 대한민국 재보궐선거
2010년 대한민국 재보궐선거는 2010년에 치러진 대한민국의 재보궐선거이다. 공직선거법 규정에 의해 7월 28일과 10월 27일에 치러졌다.

## 7월 28일 재보궐선거

### 개요
- 선거일: 2010년 7월 28일(수) 06:00~20:00
- 선거 내용: 총 8개 선거구
  - 국회의원: 8명

### 선거 구역 및 사유

#### 국회의원
| 직책     | 정당 | 정당       | 전임자 | 선거구                           | 선거 사유 | 선거 종류 | 비고 |
| -------- | ---- | ---------- | ------ | -------------------------------- | --------- | --------- | ---- |
| 국회의원 |      | 창조한국당 | 문국현 | 서울 은평구 을                   | 당선무효  | 재선거    |      |
| 국회의원 |      | 민주당     | 송영길 | 인천 계양구 을                   | 사직      | 보궐선거  |      |
| 국회의원 |      | 민주당     | 강운태 | 광주 남구                        | 사직      | 보궐선거  |      |
| 국회의원 |      | 한나라당   | 이계진 | 강원 원주시                      | 사직      | 보궐선거  |      |
| 국회의원 |      | 민주당     | 이용삼 | 강원 철원군·화천군·양구군·인제군 | 사망      | 보궐선거  |      |
| 국회의원 |      | 민주당     | 이광재 | 강원 태백시·영월군·평창군·정선군 | 사직      | 보궐선거  |      |
| 국회의원 |      | 민주당     | 이시종 | 충북 충주시                      | 사직      | 보궐선거  |      |
| 국회의원 |      | 자유선진당 | 박상돈 | 충남 천안시 을                   | 사직      | 보궐선거  |      |

### 개표 결과
- 총선거인수: 1,364,999명
- 총투표자수: 465,061명
- 투표율: 34.07%
- 정당별 당선자 수
  - 한나라당: 5명
  - 민주당: 3명

#### 국회의원
|  | 58.33% |

|  | 39.90% |

|  | 1.08% |

|  | 0.55% |

|  | 0.11% |

|  | 47.62% |

|  | 42.83% |

|  | 7.62% |

|  | 1.91% |

|  | 55.90% |

|  | 44.08% |

|  | 43.13% |

|  | 31.99% |

|  | 24.87% |

|  | 42.55% |

|  | 36.16% |

|  | 11.66% |

|  | 6.03% |

|  | 3.58% |

|  | 55.01% |

|  | 44.98% |

|  | 63.65% |

|  | 36.34% |

|  | 46.91% |

|  | 38.83% |

|  | 14.25% |

### 당선자
|  | 58.33% |

|  | 47.62% |

|  | 55.91% |

|  | 43.13% |

|  | 42.55% |

|  | 55.01% |

|  | 63.65% |

|  | 46.90% |

### 선거 결과

#### 국회의원
| 선거구                           | 정당 | 정당       | 전임자 | 정당 | 정당     | 당선자 |
| -------------------------------- | ---- | ---------- | ------ | ---- | -------- | ------ |
| 서울 은평구 을                   |      | 창조한국당 | 문국현 |      | 한나라당 | 이재오 |
| 인천 계양구 을                   |      | 민주당     | 송영길 |      | 한나라당 | 이상권 |
| 광주 남구                        |      | 민주당     | 강운태 |      | 민주당   | 장병완 |
| 강원 원주시                      |      | 한나라당   | 이계진 |      | 민주당   | 박우순 |
| 강원 철원군·화천군·양구군·인제군 |      | 민주당     | 이용삼 |      | 한나라당 | 한기호 |
| 강원 태백시·영월군·평창군·정선군 |      | 민주당     | 이광재 |      | 민주당   | 최종원 |
| 충북 충주시                      |      | 민주당     | 이시종 |      | 한나라당 | 윤진식 |
| 충남 천안시 을                   |      | 자유선진당 | 박상돈 |      | 한나라당 | 김호연 |

### 평가
2010년 7월 28일 재·보궐선거 결과, 한나라당이 5석, 민주당이 3석으로 한나라당이 기존의 예상을 깨고 승리하였다.
반면 6.2지방선거에 이어 이번 재보선에서도 승리를 거둬 정국주도권을 쥐려한 민주당은 3곳 의석만을 확보하는 초라한 성적을 거뒀다. 한나라당은 지방선거 참패의 후유증에서 벗어나 하반기 정국을 주도할 수 있게 됐다. 특히 이명박 대통령의 최측근이 출마해 이번 재보선 최대 격전지로 떠올랐던 서울 은평을과 충북 충주에서는 내용적으로도 완승을 거뒀다.
민주당은 압도적으로 유리한 환경에서도 광주 남구, 이광재 강원지사의 지역구였던 강원 태백.영월.평창.정선과 원주에서만 승리를 거두고 후보단일화를 한 서울 은평을과 충북 충주에서 패했으며 광주 남구의 경우 오병윤 민주노동당 후보에 거센 추격을 허용하는 등 내용적으로도 좋지 못한 성적표를 올렸다. 이 때문에 민주당은 선거 패배에 대한 책임론을 놓고 정세균 대표 등 현 지도부는 퇴진압박을 받게 됐다.
민주당이 야권 후보단일화에 성공했음에도 이처럼 참패한 것은 야당의 안일한 공천에 대한 유권자의 냉담한 심판으로 풀이된다. 지방선거에서 야권이 큰 승리를 거둔 뒤 역견제 심리가 작용했다는 분석도 있다.
이후 국회의원 의석 수는 한나라당 172석, 민주당 87석, 자유선진당 16석, 미래희망연대 8석, 민주노동당 5석, 창조한국당 2석, 진보신당 1석, 국민중심연합 1석, 무소속 7석이 됐다.

## 10월 27일 재보궐선거

### 개요
- 선거일: 2010년 10월 27일(수) 06:00~20:00
- 선거 내용: 총 6개 선거구
  - 기초단체장 : 2명
  - 광역의원: 1명
  - 기초의원: 3명

### 선거 구역 및 사유

#### 기초단체장
| 직책          | 정당 | 정당   | 전임자 | 선거구      | 선거 사유 | 선거 종류 | 비고 |
| ------------- | ---- | ------ | ------ | ----------- | --------- | --------- | ---- |
| 광주 서구청장 |      | 무소속 | 전주언 | 광주 서구   | 당선무효  | 재선거    |      |
| 경남 의령군수 |      | 무소속 | 권태우 | 경남 의령군 | 사망      | 보궐선거  |      |

#### 광역의원
| 직책             | 정당 | 정당     | 전임자 | 선거구           | 선거 사유 | 선거 종류 | 비고 |
| ---------------- | ---- | -------- | ------ | ---------------- | --------- | --------- | ---- |
| 경상남도의회의원 |      | 한나라당 | 신주범 | 거창군 제2선거구 | 사망      | 보궐선거  |      |

#### 기초의원
| 직책                | 정당 | 정당   | 전임자 | 선거구          | 선거 사유   | 선거 종류 | 비고 |
| ------------------- | ---- | ------ | ------ | --------------- | ----------- | --------- | ---- |
| 부산 사상구의회의원 |      | 민주당 | 강성권 | 사상구 나선거구 | 의원직 상실 | 보궐선거  |      |
| 부산 사상구의회의원 |      | 민주당 | 손봉상 | 사상구 라선거구 | 의원직 상실 | 보궐선거  |      |
| 전남 곡성군의회의원 |      | 민주당 | 이후정 | 곡성군 가선거구 | 사망        | 보궐선거  |      |

### 개표 결과
- 총선거인수: 372,324
- 총투표자수: 114,903
- 투표율: 30.86%
- 정당별 당선자 수
  - 한나라당: 4명(기초단체장 1, 광역의원 1, 기초의원 2)
  - 민주당: 1명(기초의원 1)
  - 무소속: 1명(기초단체장 1)

#### 기초단체장
|  | 37.88% |

|  | 35.38% |

|  | 24.03% |

|  | 2.69% |

|  | 43.16% |

|  | 37.66% |

|  | 19.17% |

#### 광역의원
|  | 41.63% |

|  | 34.25% |

|  | 24.11% |

#### 기초의원
|  | 41.25% |

|  | 30.22% |

|  | 19.86% |

|  | 7.00% |

|  | 1.64% |

|  | 41.22% |

|  | 35.08% |

|  | 23.69% |

|  | 46.99% |

|  | 31.93% |

|  | 9.52% |

|  | 7.46% |

|  | 4.08% |

### 당선자

#### 기초단체장
|  | 37.88% |

|  | 43.16% |

#### 광역의원
| 의회         | 선거구           | 정당 | 정당     | 당선자 | 득표수 | 득표율          | 비고 |
| ------------ | ---------------- | ---- | -------- | ------ | ------ | --------------- | ---- |
| 경상남도의회 | 거창군 제2선거구 |      | 한나라당 | 변현성 | 3,810  | \| \| 41.63% \| |      |
|              | 41.63%           |      |          |        |        |                 |      |

#### 기초의원
|  | 41.25% |

|  | 41.22% |

|  | 46.99% |

### 선거 결과

#### 기초단체장
| 직책          | 정당 | 정당   | 전임자 | 정당 | 정당     | 당선자 |
| ------------- | ---- | ------ | ------ | ---- | -------- | ------ |
| 광주 서구청장 |      | 무소속 | 전주언 |      | 무소속   | 김종식 |
| 경남 의령군수 |      | 무소속 | 권태우 |      | 한나라당 | 김채용 |

#### 광역의원
| 의회         | 선거구           | 정당 | 정당     | 전임자 | 정당 | 정당     | 당선자 |
| ------------ | ---------------- | ---- | -------- | ------ | ---- | -------- | ------ |
| 경상남도의회 | 거창군 제2선거구 |      | 한나라당 | 신주범 |      | 한나라당 | 변현성 |

#### 기초의원
| 의회            | 선거구          | 정당 | 정당   | 전임자 | 정당 | 정당     | 당선자 |
| --------------- | --------------- | ---- | ------ | ------ | ---- | -------- | ------ |
| 부산 사상구의회 | 사상구 나선거구 |      | 민주당 | 강성권 |      | 한나라당 | 황성일 |
| 부산 사상구의회 | 사상구 라선거구 |      | 민주당 | 손봉상 |      | 한나라당 | 양두영 |
| 곡성군의회      | 곡성군 가선거구 |      | 민주당 | 이후정 |      | 민주당   | 조상래 |

### 평가
이번 선거에서 한나라당은 경남 의령군수를 포함하여 거창군 광역의원, 부산 사상구의 기초의원 두 명까지 후보를 낸 네 곳에서 모두 당선되었다. 한편 전통적으로 민주당이 강세를 보이던 광주 서구청장은 무소속 김종식 후보가 37.88%의 득표율로 민주당, 국민참여당 후보를 누르고 당선되었다. 그리고 민주당은 전남 곡성군에서 기초의원 한 명을 당선시킨 것으로 그쳤다.

## 같이 보기
- 제5회 전국동시지방선거